# Gaylene Preston
Dame Gaylene Preston est une cinéaste et productrice néo-zélandaise, née le 1er juin 1947 à Greymouth. Elle consacre particulièrement son activité aux films documentaires.

## Biographie

### Enfance et famille
Gaylene Mary Preston naît à Greymouth le 1er juin 1947. Elle fait ses études au Colenso High School (aujourd'hui William Colenso College) à Napier. Elle étudie à l'École des beaux-arts d'Ilam de l'Université de Canterbury de 1966 à 1968, puis à la St Albans School of Fine Art dans le Hertfordshire, en Angleterre, où elle obtient un diplôme d'art-thérapie en 1974.
La sœur de Preston est la pianiste et compositrice Jan Preston (en). Elle a une fille, l'actrice Chelsie Preston Crayford (en), née en 1987.

### Carrière

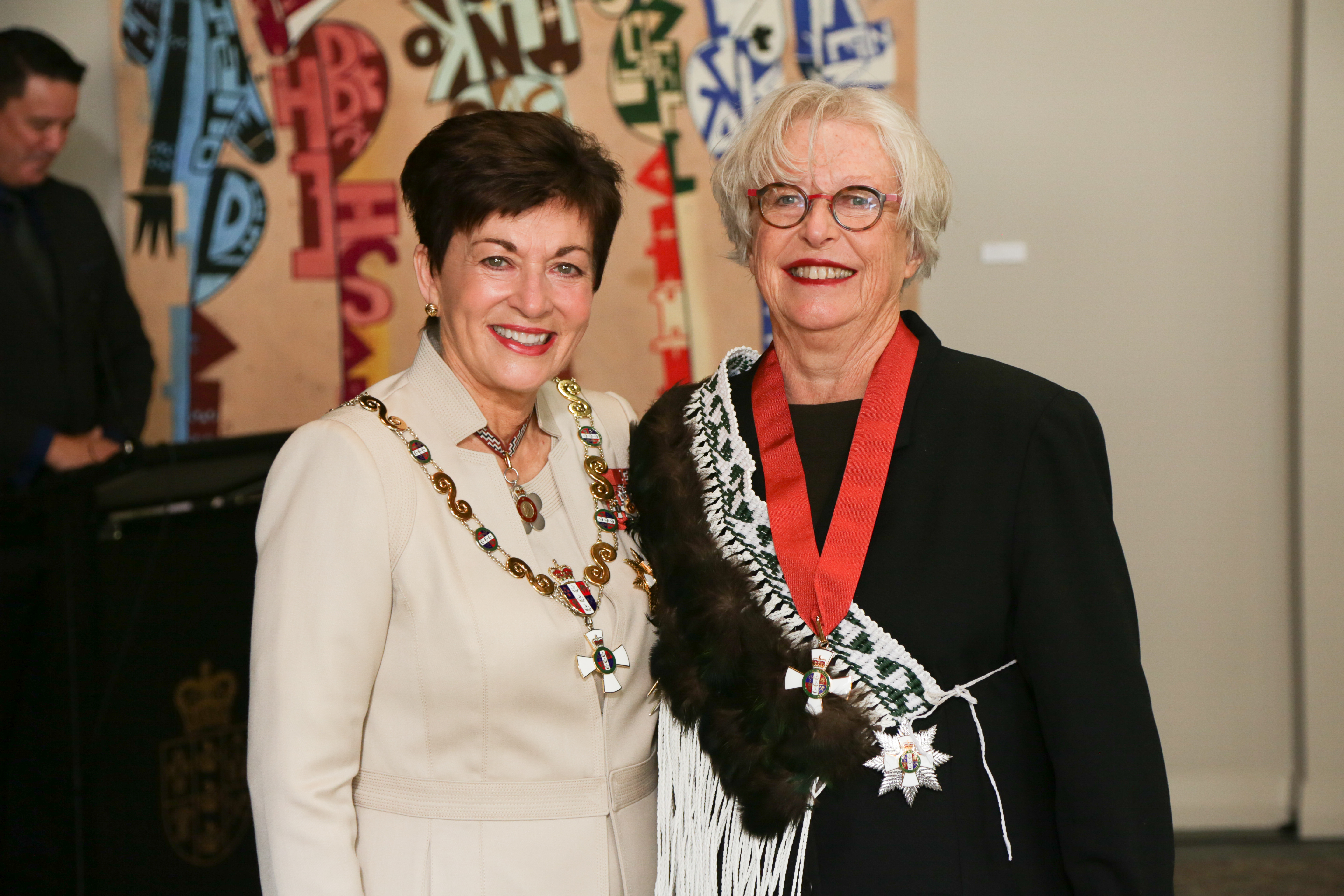
Gaylene Preston (à droite), après son investiture en tant que Dame de l'Ordre du mérite néo-zélandais par la gouverneure générale, Dame Patsy Reddy, à Auckland, le 15 mai 2019.

Le premier film de Preston est All The Way Up There (1979). En tant que productrice, elle contribue aux longs métrages documentaires primés Punitive Damage (1999), Coffee, Tea or Me? (2001) et Lands of our Fathers (producteur exécutif). Son long métrage Home By Christmas est une histoire orale dramatisée basée sur les souvenirs de son père de ses expériences de guerre, contrastant avec le point de vue de sa mère. La musique du film est composée par sa sœur Jan Preston.
Ses autres longs métrages incluent Mr Wrong, Ruby and Rata, et la mini-série Bread and Roses (avec le producteur Robin Laing), une autobiographie de l'activiste Sonja Davies . Elle est scénariste, réalisatrice et productrice de Perfect Strangers (en), une comédie noire mettant en vedette Sam Neill et Rachael Blake. En 1982, Gaylene réalise un documentaire intitulé Making Utu sur la réalisation du long métrage emblématique de Geoff Murphy, Utu.
Preston préside l'Academy of Film and Television Arts (1997–1999) et est membre du conseil d'administration de la NZ Film Commission (1979–1985) ainsi que président du Film Innovation Fund (1981–1985). Elle est membre du conseil d'administration de New Zealand on Air (The NZ Broadcasting Commission), et en 2001, elle est la première cinéaste à être lauréate de la New Zealand Arts Foundation, en reconnaissance de sa contribution au cinéma et à la télévision néo-zélandais.
Dans les honneurs du Nouvel An 2002, Preston est nommée Officier de l'Ordre du mérite néo-zélandais, pour ses services à la réalisation de films, et en 2016, elle reçoit le prix New Zealand Women of Influence pour les arts et la culture en reconnaissance de son travailler sur des films et des documentaires axés sur la Nouvelle-Zélande.
En mai 2011, elle proteste publiquement contre le projet de l'aéroport de Wellington d'ériger un panneau Wellywood sur la colline à côté du Miramar Cutting, l'opposant le plus en vue de cette initiative. Elle écrit, réalise et produit Hope and Wire (2014), une mini-série dramatique sur les conséquences des séismes de Christchurch en 2010/2011. En 2017, elle reçoit le prix Lia au festival du film Stranger with my Face en Tasmanie. Ce prix récompense une personnalité influente et innovante dans le domaine de la narration de genre. Au festival, ils projettent le film de Gaylene Mr Wrong et Perfect Strangers, qui est critiqué en profondeur par Lauren Carroll Harris dans Real Time. La même année, le long métrage documentaire de Preston My Year with Helen (2017) est présenté en première au Festival du film d'Athena en février 2018.
Dans les honneurs du Nouvel An 2019, Preston est nommé Dame de l'Ordre du mérite de la Nouvelle-Zélande, pour ses services au cinéma.